# Marduk-kabit-ahheshu
Marduk-kabit-ahheshu, («Marduk es el más importante entre sus hermanos»,) ca. 1157–1140 a. C., fue el fundador de la II Dinastía de Isin, que gobernó Babilonia hasta alrededor de 1025 a. C. Aparentemente, se adhirió a las secuelas del derrocamiento de la dinastía casita por los elamitas.
Fue contemporáneo del rey elamita Shilhak-Inshushinak I, el hermano y sucesor de Kutir-Nahhunte II. Parece haber expulsado a las hordas elamitas, en una serie de campañas. No se ha determinado si hubo un interregno elamita entre la caída de la dinastía anterior, casita y la actual, o si hubo una superposición de las dos dinastías babilonias.
Después de expulsar a los elamitas, volvió su atención hacia Asiria y el norte, capturando la ciudad de Ekallatum. 
La dinastía marca la trascendencia del culto de Marduk. Seis de los 11 reyes de la dinastía incluyeron su nombre, como elemento teológico, y fue el dios elevado al puesto supremo del panteón.
El rey fue sucedido por su hijo, Itti-Marduk-balatu.